# Barringtonia acutangula
Barringtonia acutangula es una especie de  planta del género Barringtonia nativa de humedales entre el sudeste de Asia y el norte de Australia, y desde el este de Afganistán hasta las islas Filipinas y parte de Queensland (Australia). Se les llaman comúnmente como manglares de agua dulce, árbol picazón y pino-mango.

## Descripción
Es un gran árbol que puede llegar a alcanzar alturas entre 8 y 15 metros. Sus hojas son gruesas, suaves y de forma redondeada de entre 8–12 cm de largo y 4–5 cm de ancho, con peciolos rojos de aproximadamente 0,5–1 cm de largo. La planta posee largos racimos de hasta 50 cm de largo, con numerosas flores blancas. Sus frutos contienen solo una semilla, son de forma ovalada y miden aproximadamente 3 cm de largo.

## Usos

### Comida
Las hojas nuevas y brotes verdes son consumidos como alimento. En lugares como Vietnam son consideradas una verdura más que se suele acompañar con carne o camarones.

### Medicinal
Investigaciones sobre la planta han encontrado que esta posee varias cualidades beneficiosas. El extracto de las semillas posee propiedades antibióticas, anticancerígenas, anticonceptivas, fungicidas,  e inhibe el desarrollo de la bacteria Helicobacter pylori.

## Química
Su corteza contiene grandes cantidades de analgésicos opiodes. Además de Ácido elágico, Ampelopsin, Ácido gálico, Ácido bartogenico y Estigmasterol, triterpenoides, olean-18-en-3beta-O-E-coumaroyl ester, olean-18-en-3beta-O-Z-coumaroyl ester y 12, 20(29)-lupadien-3-o
También contiene isómeros tales como oleananos y triterpenoides:- racemosol A (1) [22alfa-acetoxi-3beta, 15 alfa, 16alfa, 21beta-tetrahidroxi-28-(2-metilbutiril)oleano-12-ene] y isoracemosol A (2) [21 beta-acetoxi-3 beta, 15 alfa, 16alfa, 28-tetrahidroxi-22 alfa-(2-metilbutiril)oleano-12-ene].; y saponinas,: barringtoside A, 3-O-beta-D-xilopiranosil (1-->3)-[beta-D-galactopiranosil (1-->2)]-beta-D- glucuronopiranosil barringtogenol C; barringtoside B, 3-O-beta-D-xilopiranosil (1-->3)-] beta-D-galactopiranosil (1-->2)]-beta-D- glucuronopiranosil-21-O-tigloil-28-O-isobutiril barringtogenol C; barringtosido C, 3-O-alfa-L-arabinopiranosil (1-->3)-[beta-D-galactopiranosil (1-->2 )]-beta-D - glucuronopiranosil barringtogenol C.

## Fotografías

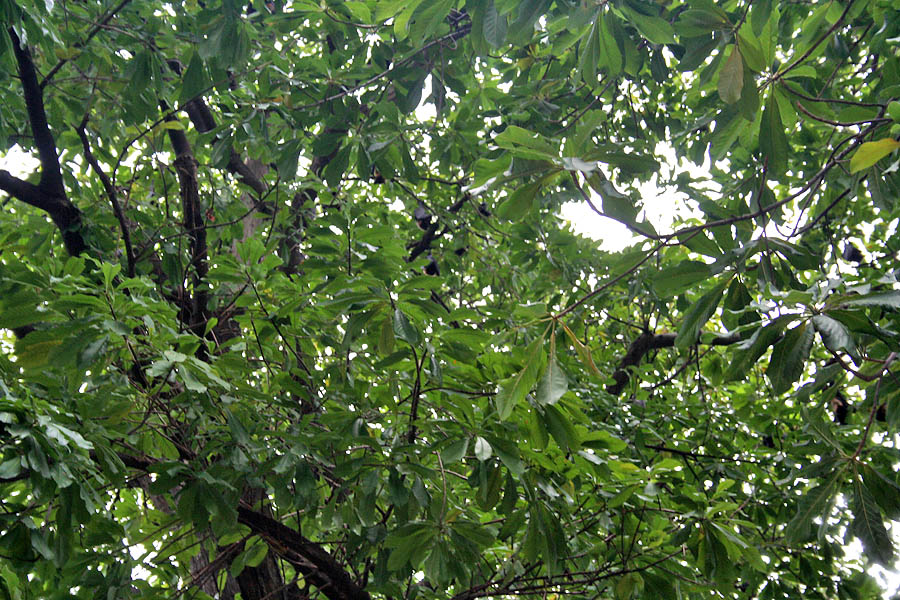
Planta en  Calcuta, Bengala Occidental, India.
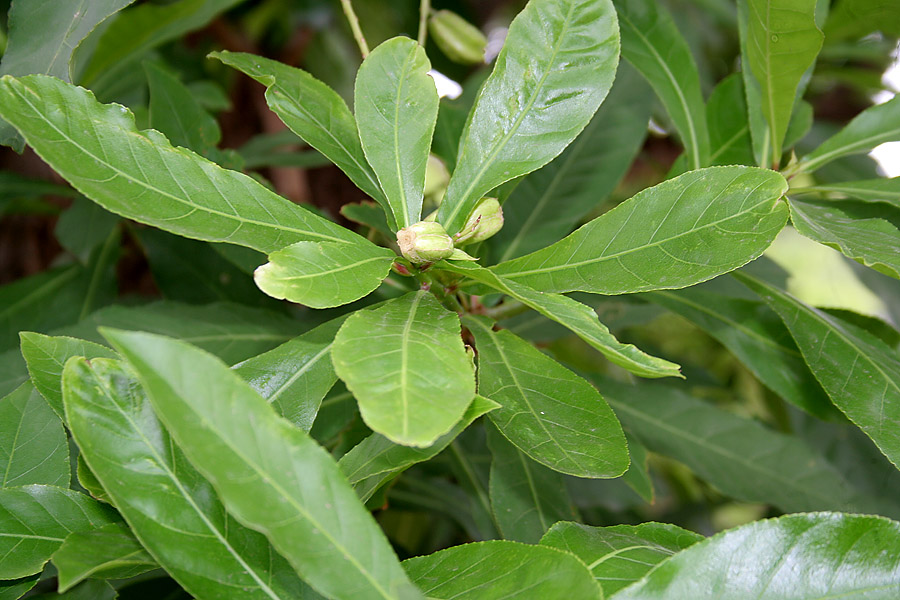
Frutos en  Calcuta, Bengala Occidental, India.
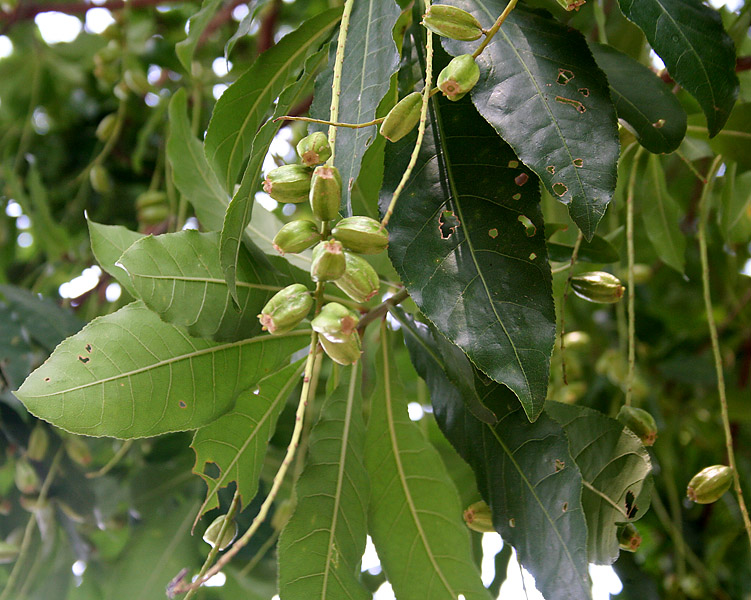
Frutos en  Calcuta, Bengala Occidental, India.
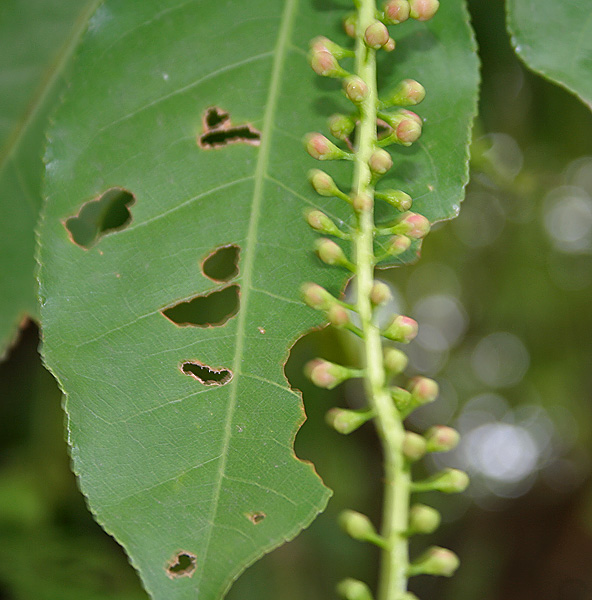
Pimpollos de flor en  Kolkata, Bengala Occidental, India.
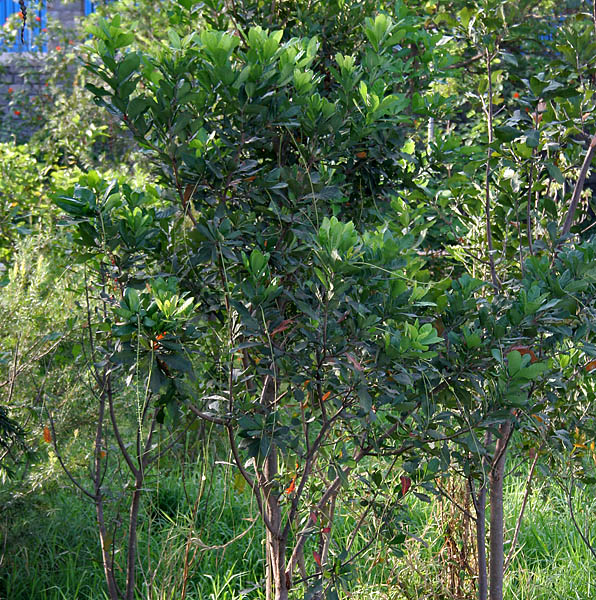
Árbol en el Distrito de Hyderabad (India).
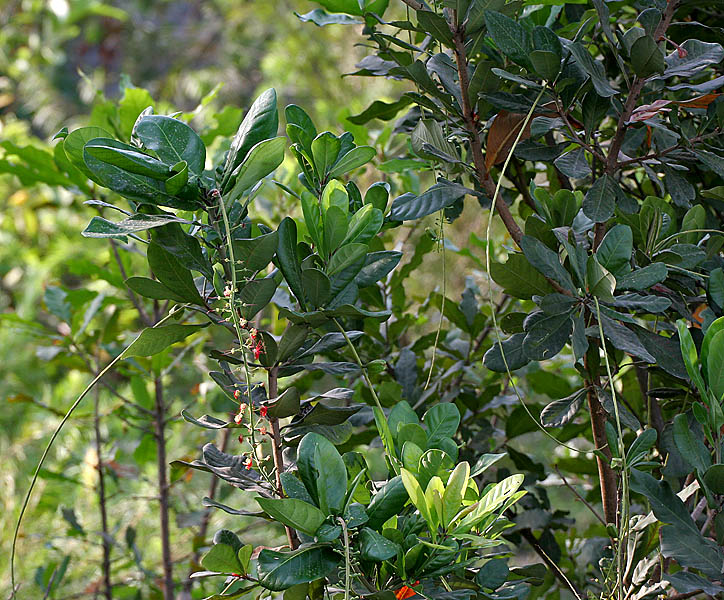
Flores en el Distrito de Hyderabad (India).
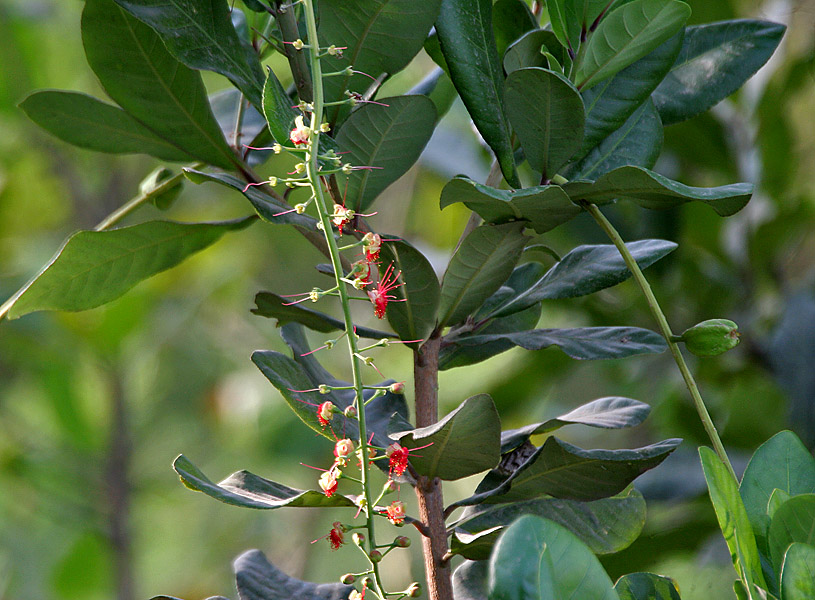
Flores en el Distrito de Hyderabad (India).
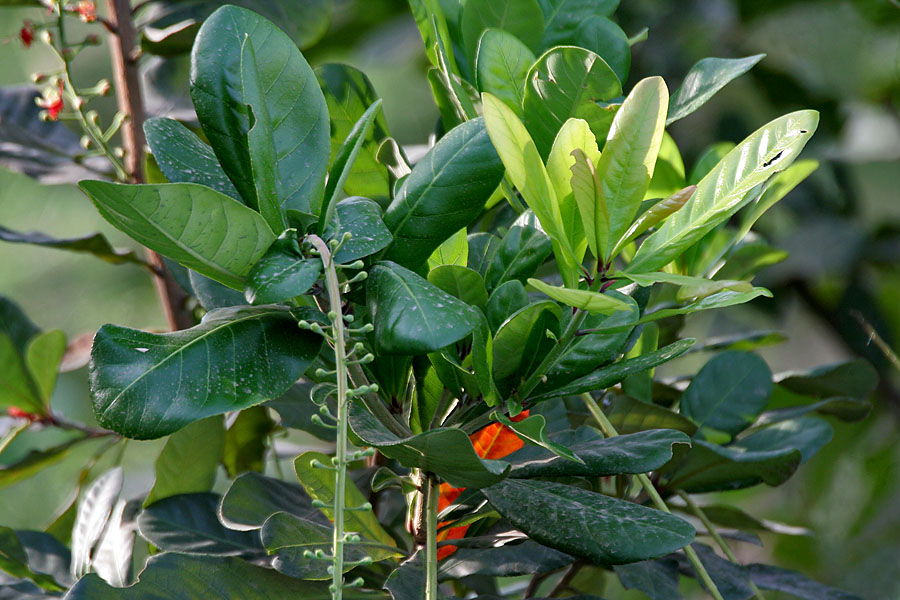
Brotes de flores en el Distrito de Hyderabad (India).
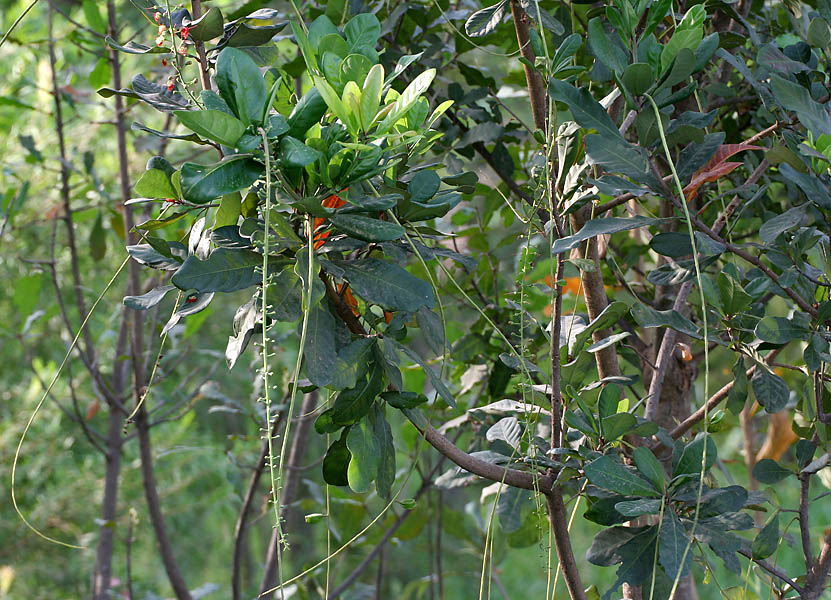
Flores en el Distrito de Hyderabad (India).
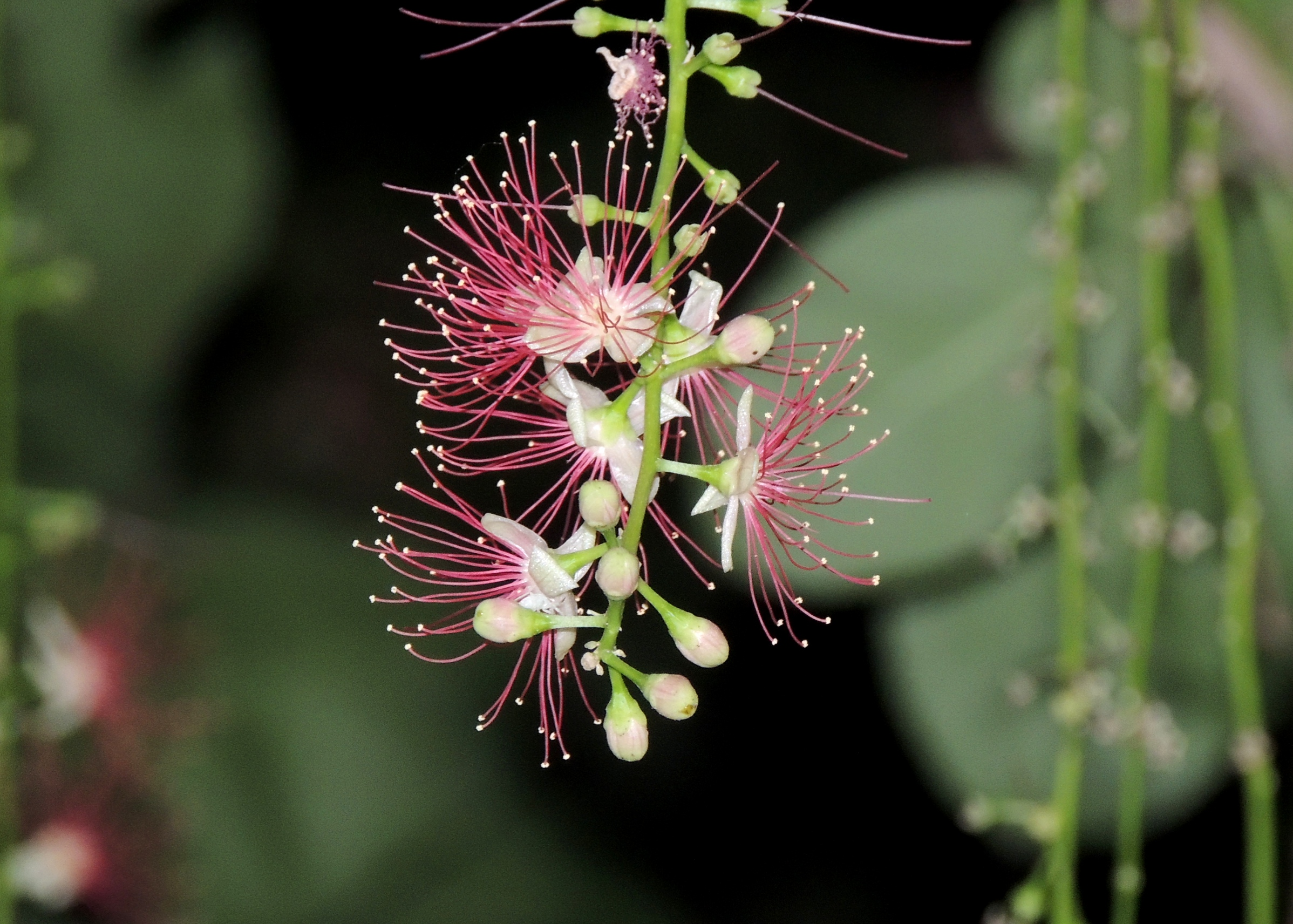
Flores en Dombivli, India.